# 莫里斯·杰塞普角

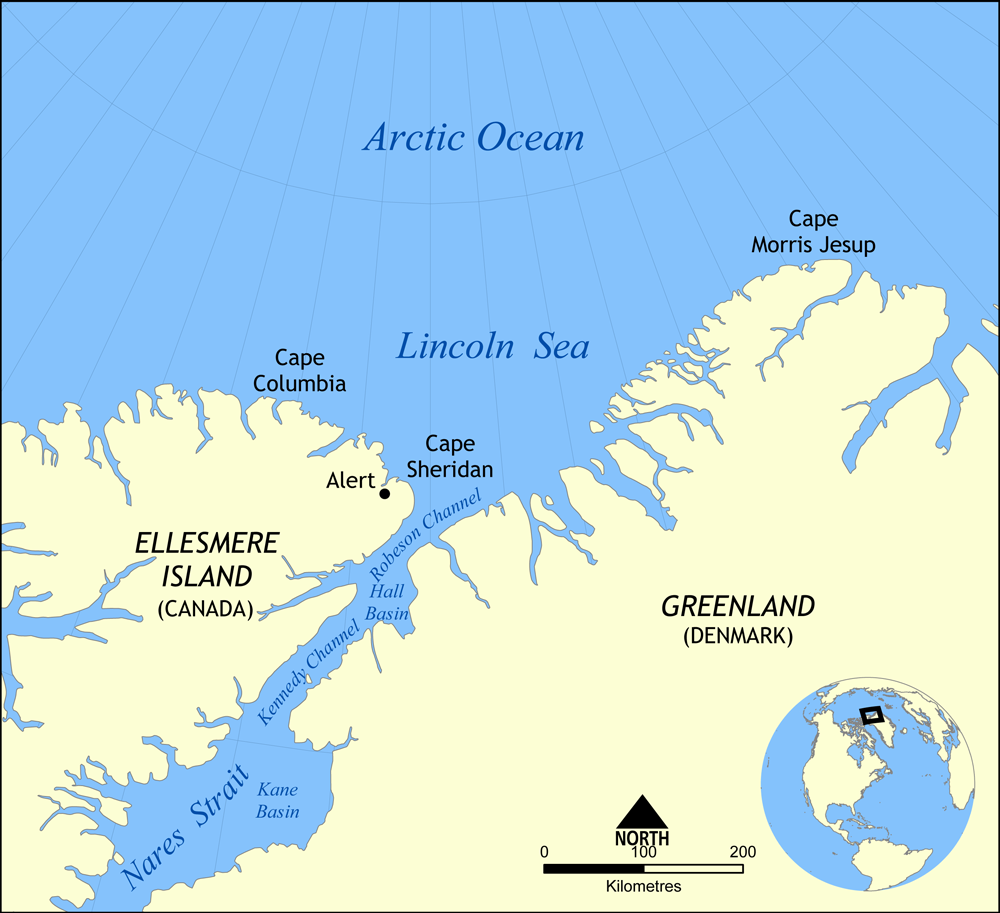
莫里斯·杰塞普角以及林肯海

莫里斯·杰塞普角

莫里斯·杰塞普角（丹麥語：Kap Morris Jesup）是格陵兰本岛的最北端，距离北极点711.8 km。 经纬度为83°39′42″N 33°24′37″W 。1900年，罗伯特·皮里到达该角。他当时误认为该地为地球陆地的最北端（实际上为咖啡馆岛）。该角得名于美国慈善家莫里斯·杰塞普，他资助了罗伯特·皮里的探险。